# Гер, Карл де
Барон Карл (Шарль) де Гер (в русскоязычной литературе наиболее распространённое написание фамилии — де Геер, иногда — Дегеер, швед. Charles De Geer, friherre af Leufsta, 30 января 1720—7 марта 1778) — шведский энтомолог.

## Биография
Родился 30 января 1720 году в Финспонге (Швеция). Будучи шведом, он с трёх лет рос в Утрехте в семье с сильными голландскими корнями, но позднее вернулся в Швецию. От своего бездетного дяди, своего полного тёзки Карла де Гера (1660—1730) унаследовал поместье и крупный металлургический завод, а также замок Leufsta (Lövsta) к северу от Стокгольма.
Ученик Карла Линнея, был членом академии наук в Стокгольме и гофмаршалом. Очень рано увлёкся энтомологией и уже в 19 лет стал академиком, когда в 1739 году был избран членом Шведской королевской академии наук, и членом-корреспондентом Французской Академии наук в 1748 году.
Написал «Mémoires pour servir à l’histoire des insectes» (в семи томах, Стокгольм, 1752—1778), где описал 1466 видов насекомых, сопроводив их 238 иллюстрированными листами (гравюрами). Извлечение из этого сочинения, «Genera et species insectorum», издал Ретц в Лейпциге в 1783 году.
Умер 7 марта 1778 года. Захоронен вместе со своей супругой в Кафедральном соборе Уппсалы. Его коллекции насекомых были завещаны Академии наук и находятся в Шведском музее естественной истории в Стокгольме (Swedish Museum of Natural History). Свою библиотеку он оставил в замке в Leufsta, где среди прочих ценных вещей были труды известного учёного и ректора Улофа Рудбека старшего (1630—1702) и ценная коллекция нот XVIII столетия. Библиотека в Leufsta была приобретена Библиотекой университета Уппсалы в 1986 году благодаря пожертвованию от Katarina Crafoord (одной из дочерей промышленника Holger Crafoord, 1908—1982, основателя компании Gambro).
Был женат на Катарине Шарлотте Риббинг.

## Награды
- Орден Полярной звезды, рыцарский крест (RNO1kl) (23 ноября 1761)
- Орден Вазы, командорский крест со звездой (большой крест) (KmstkVO) (29 мая 1772)
- Титул барона (friherre De Geer af Leufsta) (29 августа 1773)

## Известные виды, описанные де Гером
- Camponotus pennsylvanicus, муравей-древоточец (Hymenoptera: Formicidae)
- Dermestes maculatus, жук-кожеед (Coleoptera, 1774)
- Meconema thalassinum, кузнечик (Orthoptera, 1773)
- Episyrphus balteatus, муха-журчалка (Diptera, 1776)

## Труды
- Tal om nyttan, som Insecterne och deras skärskådande, tilskynda oss, … Stockholm 1744-47.
- Mémoires pour servir à l’histoire des insectes. Grefing & Hesselberg, Stockholm 1752-78.
- Tal, om insecternas alstring. Stockholm 1754.
- Abhandlungen zur Geschichte der Insecten. Müller & Raspe, Leipzig, Nürnberg 1776-83.
- Genera et species insectorum. Crusium, Leipzig 1783.